# تاريخ الموسيقى في باريس

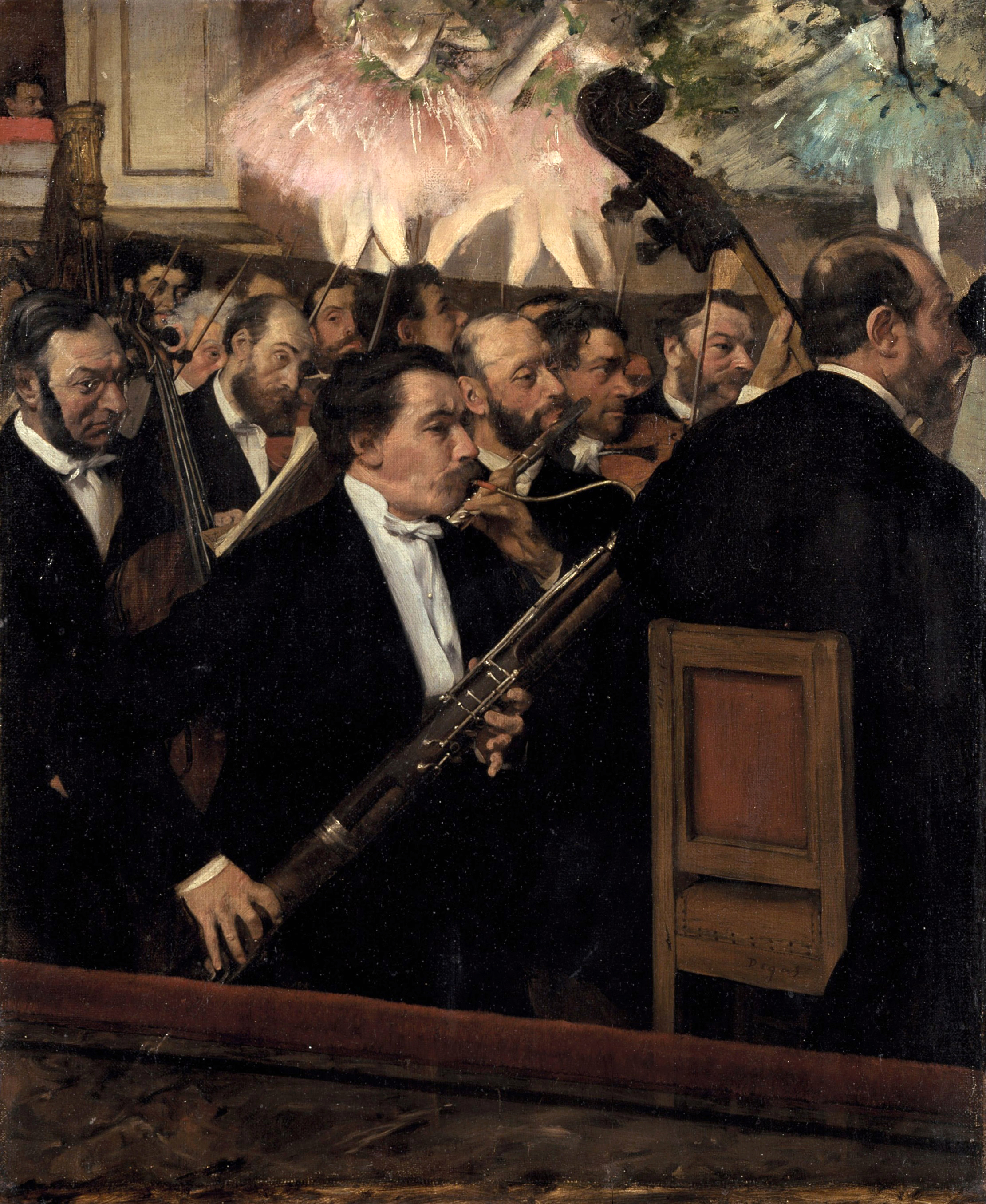
لوحة تُصوّر أوركسترا أوبرا باريس (1870)

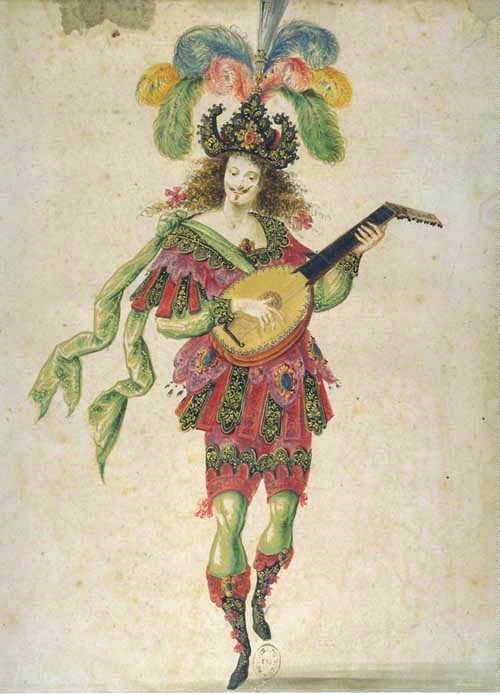
عازف عود مأخوذة من «باليه المساء» (1653)

كانت مدينة باريس مركزًا مهمًا للموسيقى الأوروبية منذ العصور الوسطى، واشتهرت بموسيقاها الكورالية في القرن الثاني عشر، وبدورها في تطور الباليه خلال عصر النهضة، واكتسبت صيتًا ذائعًا في القرن التاسع عشر بسبب قاعات الموسيقى والكباريهات، ثم في القرن العشرين بسبب عروض الباليه المتجول الأولى ونوادي موسيقى الجاز ودور المدينة في تطور الموسيقى التسلسلية. وكانت باريس موطنًا للعديد من المؤلفين الموسيقيين المهمين، من بينهم: جان باتيست لولي، وجان فيليب رامو، وكريستوف فيليبالد غلوك، ونيكولو بيتشيني، وفريدريك شوبان، وفرانز ليست، وجاك أوفنباخ، وجورج بيزيه، وكلود ديبوسي، وموريس رافيل، وهيكتور بيرليوز، وبول دوكا، وغابرييل فوري، وسيزار فرانك، وشارل غونو، وجول ماسينيه، وفينسنت ديندي، وكامي سان صانز، وإيريك ساتيه، وإيغور سترافينسكي، وسيدني بيشيت.

## موسيقى باريس القروسطية

### المدارس الكاتدرائية والموسيقى الكورالية
في العصور الوسطى، شكلت الموسيقى جزءًا هامًا من المراسم في كنائس باريس والبلاط الملكي. كان الإمبراطور شارلمان قد أسس مدرسة في كاتدرائية نوتردام عام 781، وكان طلابها ينشدون التراتيل خلال القداس؛ وكان ثمة للبلاط مدرسة أيضًا، سميت مدرسة القصر (سكولا بالاتينا، schola palatina)، وكانت تنتقل مع البلاط الإمبراطوري وشغل طلابها دورًا في الطقوس الدينية في المصلى الكنسي الملكي. وأنشئت أديرة كبيرة على الضفة اليسرى في سان جيرمان دي بيري وسان جونفييف وسان فيكتور (بالفرنسية: Saint-Germain-des-Prés, Sainte-Geneviève, Saint-Victor)، كانت تعلم فن الترتيل الديني، وتضيف إيقاعات وقواف أكثر تماسكًا. وحين شُيدت كاتدرائية نوتردام دو باري الجديدة، ذاع صيت مدرسة نوتردام بسبب إبداعاتها المبتكرة في مجال مزج الألحان الصوتي، أو ما يسمى بالبوليفونية. واشتهر رئيس الشمامسة ألبير من مدرسة نوتردام بتأليفه لأول عمل معروف من ثلاثة أصوات، كل منها يرتل جزءًا مختلفًا في الوقت نفسه. وألف مدرس شهير آخر في مدرسة نوتردام، هو بيروتان، عملًا لأربعة أصوات مختلفة، يتميز بإيقاعات شديدة التعقيد ومزج الأصوات ببعضها وفق طرق لم يُسمع مثلها من قبل. وفي القرن الثالث عشر، طور رهبان مدرسة نوتردام نمطًا أكثر تعقيدًا من سابقه حتى، الـ«موتيه» (بالفرنسية: Motet)، أو «الكلمة الصغيرة»، وهي قطع قصيرة مخصصة لصوتين أو ثلاثة، كل منها يرتل كلمات مختلفة، وأحيانًا بلغات مختلفة. وحظي الموتيه بشعبية شديدة إلى درجة أنه بات يُستخدم في الموسيقى غير المرتبطة بالدين، في البلاط وحتى من قبل الموسيقيين والمغنين في الشوارع.
أسِست مدرسة موسيقية مهمة ثانية في كنيسة سان شابيل، وهي المصلى الكنسي جزيرة المدينة (إيل دو لا سيتيه، بالفرنسية: Île de la Cité). كانت جوقتها تتكون من 25 شخصًا، من الرجال والفتية الذين تلقوا تعليمًا في الترتيل والتقنيات الصوتية. وحظيت موسيقى المدارس الدينية بشعبية خارج الكنائس، إذ باتت الأغاني الشعبي تقتبس من ألحان التراتيل، واقتُبست ألحان الأغاني الشعبية في بعض الأحيان من أجل استخدامات كنسية.
قبل القرن التاسع، لم يكن ثمة مخطوطات مكتوبة لشعائر دينية مرتبطة بالموسيقى، واستُعيض عن الموسيقى الغاليّة الكنسية المنسوبة إلى بلاد الغال بالأغاني البسيطة المنسوبة إلى روما.
في أواخر القرن الثاني عشر، أسِست مدرسة للبوليفونية في نوتردام، واشتهرت مجموعة من الأرستقراطيين الباريسيين –عُرفوا باسم التروفير (بالفرنسية: trouvères)- بشعرهم وأغانيهم. والبوليفونية الكورالية هي نمط موسيقي أدخِل في القرن الخامس عشر إلى ثقافة الموسيقى الكنسية الغربية، وقد تشابكت هذه الثقافة في نوتردام مع تطور بنيتها. وشكل التأليف الموسيقي والشعر ثقافة سادت في الكاتدرائية بين كنسييها وأصحاب المقامات الرفيعة فيها.
في الكاتدرائية، كانت البوليفونية وموسيقى الأرغن تُخصَص للمناسبات المقدسة الوقورة في وقت لم يكن علم الصوتيات قد تطور فيه بما يكفي بعد. كان تنظيم المجموعة الموسيقية في الكاتدرائية يقوم على وقوف مغنيي الكورال الصوتي البوليفوني وراء أقمشة النجود في حين يوضع الأرغن في صحن الكنيسة. قبل القرن السادس عشر، كانت كل الموسيقى تؤدى في الكاتدرائية بأسلوب الأكابيلا، عدا استخدام الأرغن عند الترتيل.
كان غيوم دو ماشو من بين أشهر مؤلفي باريس الموسيقيين في القرن الرابع عشر، وكان شاعرًا ذائع الصيت أيضًا. ألف ترتيلة قداس شهيرة، هي ميس دو نوستر دام (بالفرنسية: Messe de Nostre Dame)، أو «قداس سيدتنا»، في عام 1350 تقريبًا، من أجل أربعة أصوات. وإلى جانب الموسيقى الكنسية، كانت الأغاني الشعبية تكتب بأسلوب شعراء التروبادور والتروفير.

### مغنو الشوارع والشعراء الجوالون
كان مختلف أنماط المغنين عادةً يقدمون الترفيه للجماهير في شوارع باريس وساحاتها وأسواقها. وكان الجولياتيون طلابًا مناهضين للامتثالية في المدارس الدينية يعيشون حياة بوهيمية ويكسبون المال من أجل الطعام والمنامة لقاء ترديد القصائد وغناء الأغاني المرتجلة، سواءً أكانت من أغاني الحب أم الأغاني الهجائية، ويرفقون ذلك بالعزف على آلات موسيقية قروسطية. وكان شعراء التروفير يغنون الأغاني الشعبية، الرومنسي منها والفكاهي، ويقتبسون الأسلوب والمحتوى بنسبة كبيرة من شعراء التروبادور في جنوب فرنسا. وعادةً ما كانوا يقدمون الترفيه للحشود المتجمعة على جسر بيتي بون (بالفرنسية: Petit Pont) الواصل بين جزيرة المدينة والضفة اليسرى. وقد قدموا نوعًا جديدًا خاصًا من الغناء، هو الروندو (بالفرنسية: rondeau)، أو الأغنية الدائرية. واشتهر الشعراء الجوالون (بالإنجليزية: Minstrels، بالفرنسية: Menestrels, Jongleurs) بالأغاني الهزلية الساخرة، إذ كانوا يسخرون من التجار ورجال الدين والنبلاء، ونال بعضهم شعبية هائلة، فتلقوا المأوى والهدايا من النبلاء الذين رفهوا عنهم.
كان الشعراء الجوالون عادةً مغني شوارع أقاموا لأنفسهم وسائل أكثر مهنية للمعيشة، عن طريق تقديم الترفيه في القصور أو مساكن نبلاء الباريسيين وأثريائهم. وفي عام 1321، شكّل 37 شاعرًا جوالًا رابطة احترافية، أطلِق عليها اسم أخوية سان جوليان لعازفي الكمان (بالفرنسية: Confrérie de Saint-Julien des ménétriers)، أول اتحاد موسيقيين في باريس. وكان معظمهم يعزف آلات موسيقية: الكمان أو الفلوت أو الأوبوا أو الدف، فعزفوا في المراسم الاحتفالية وحفلات الزفاف والاجتماعات والأعياد والمواكب والاحتفالات الملكية. وطبقًا للتشريعات التي سنوها في عام 1341، لم يكن بمقدور أي موسيقي أن يعزف في الشوارع دون إذنهم. وفي سبيل نيل العضوية، كان على الموسيقي أن يظل تلميذًا لمدة ست سنوات، وبعد انقضاء السنوات الست يتعين على التلميذ أن يقدم تجربة أداء أمام لجنة تحكيم من الموسيقيين المعلمين. وبحلول عام 1407، باتت قواعد الأخوية سارية في كل أنحاء فرنسا.
كان للموسيقيين دور مهم أيضًا في حياة البلاط، إذ احتوى بلاط الملكة آن دوقة بريتاني، زوجة شارل الثامن ملك فرنسا، في عام 1493 ثلاثة مؤلفين موسيقيين من مشاهير عصرهم، وهم: أنتونيوس ديفيتيس وجان موتون وكلودين دو سيرميسي، إلى جانب عازف رق وعازف ليوت وتري ومغنيين اثنين وعازف على آلة الريبيك (بالإنجليزية: rebec، آلة ثلاثية الأوتار تشبه الكمان)، وعازف أرغن وعازف على آلة المانيكورديون (بالفرنسية: manichordion)، إضافة إلى ثلاثة شعراء جوالين من بريتاني.

## معرض صور

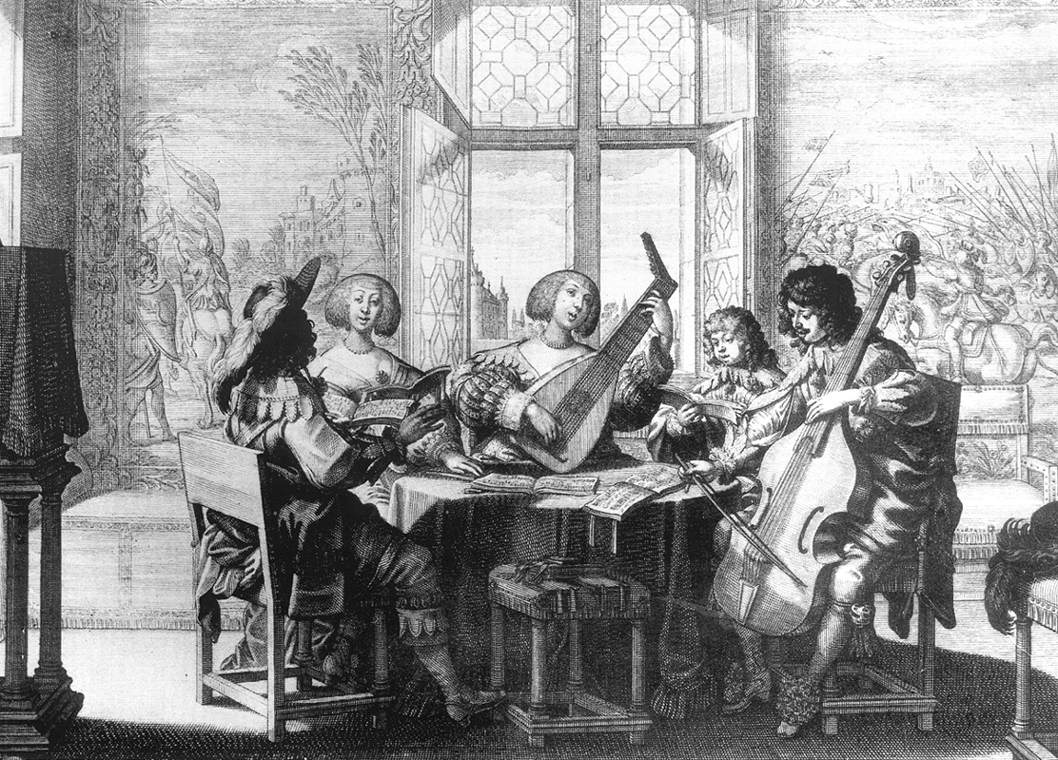
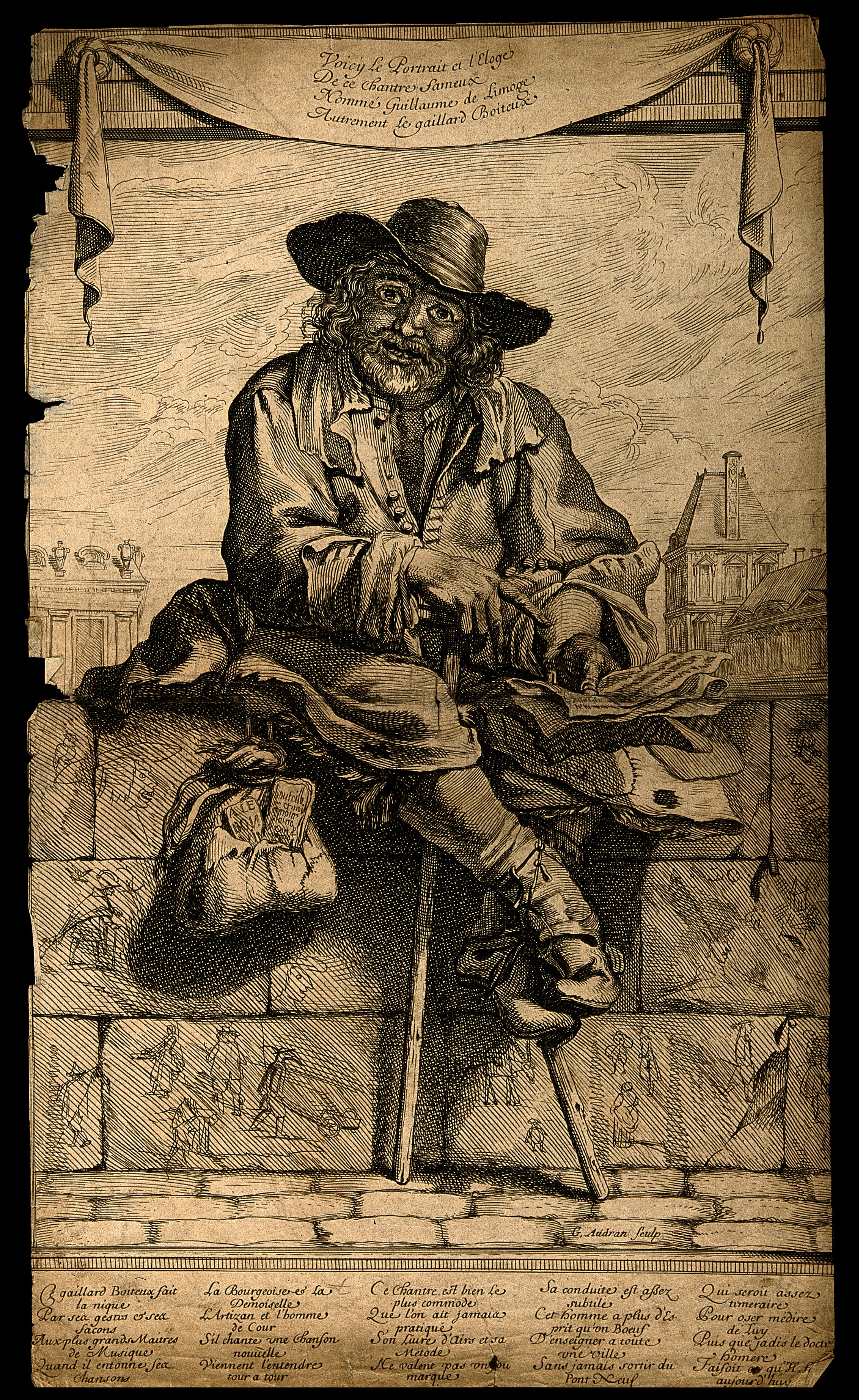
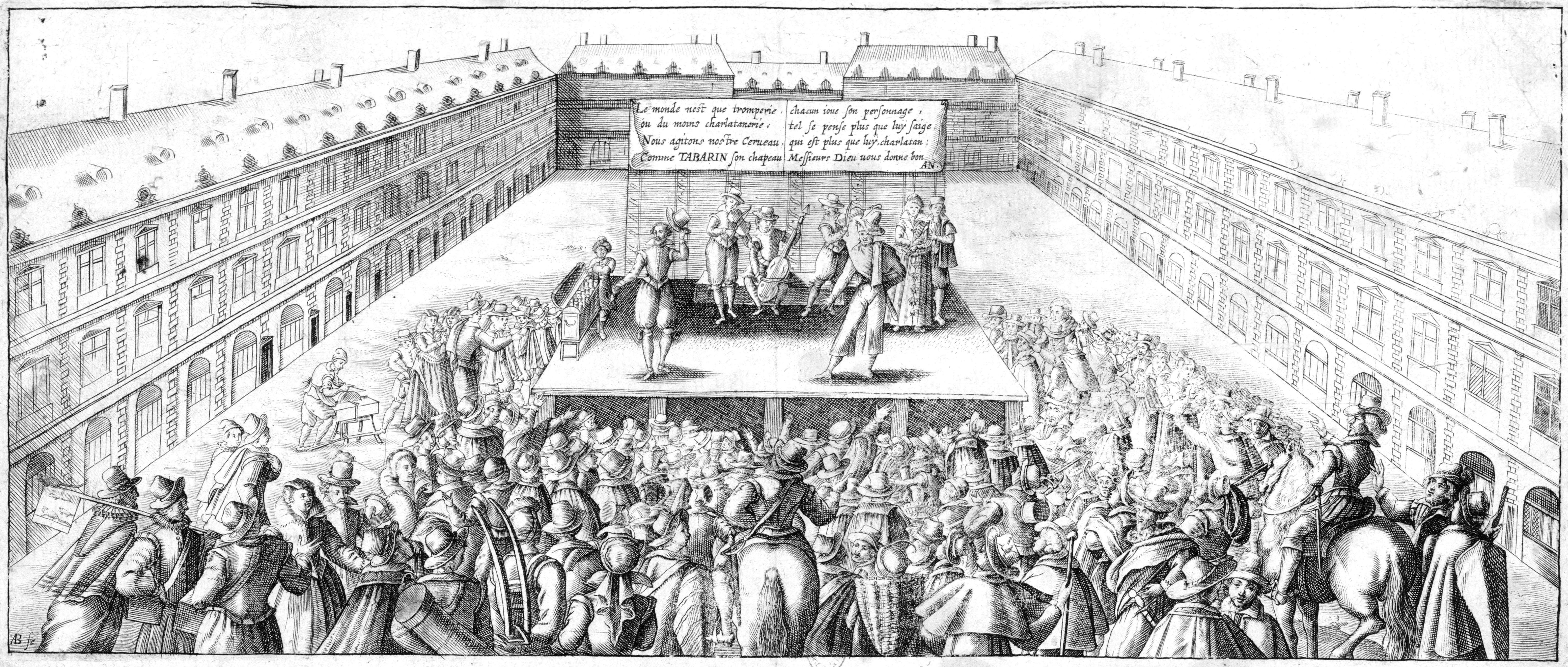
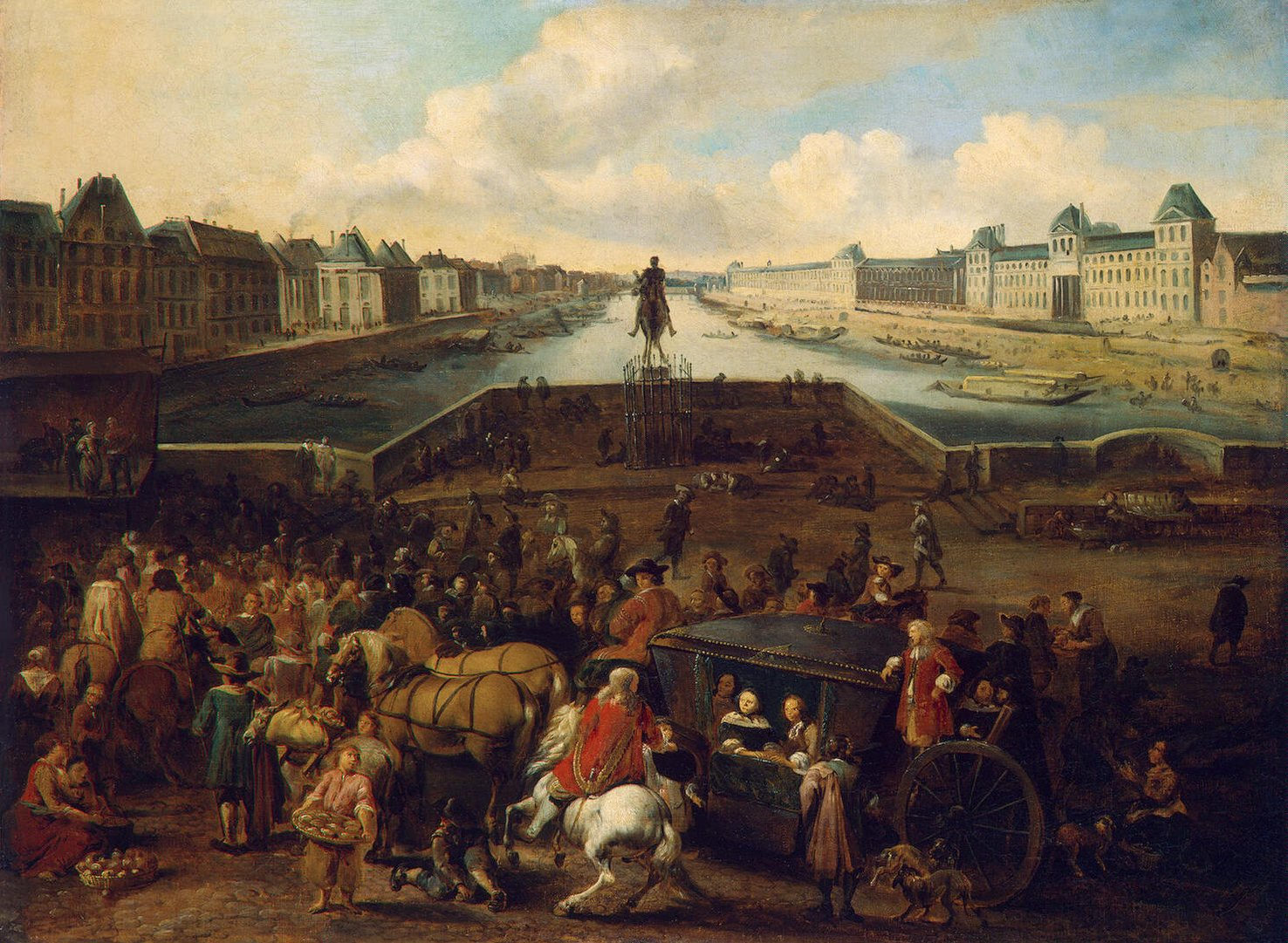